# Joso Ostrogonac
Joso Ostrogonac (mađ: Osztrogonácz József) je politički djelatnik Hrvata u Mađarskoj iz grada Baje.
Predsjednik je Saveza Hrvata u Mađarskoj.
Delegat je Hrvatske državne samouprave u Mađarskoj. U sastav samouprave je ušao kao jedan od predstavnika Bačke i to za grad Baju.